# Cáunace

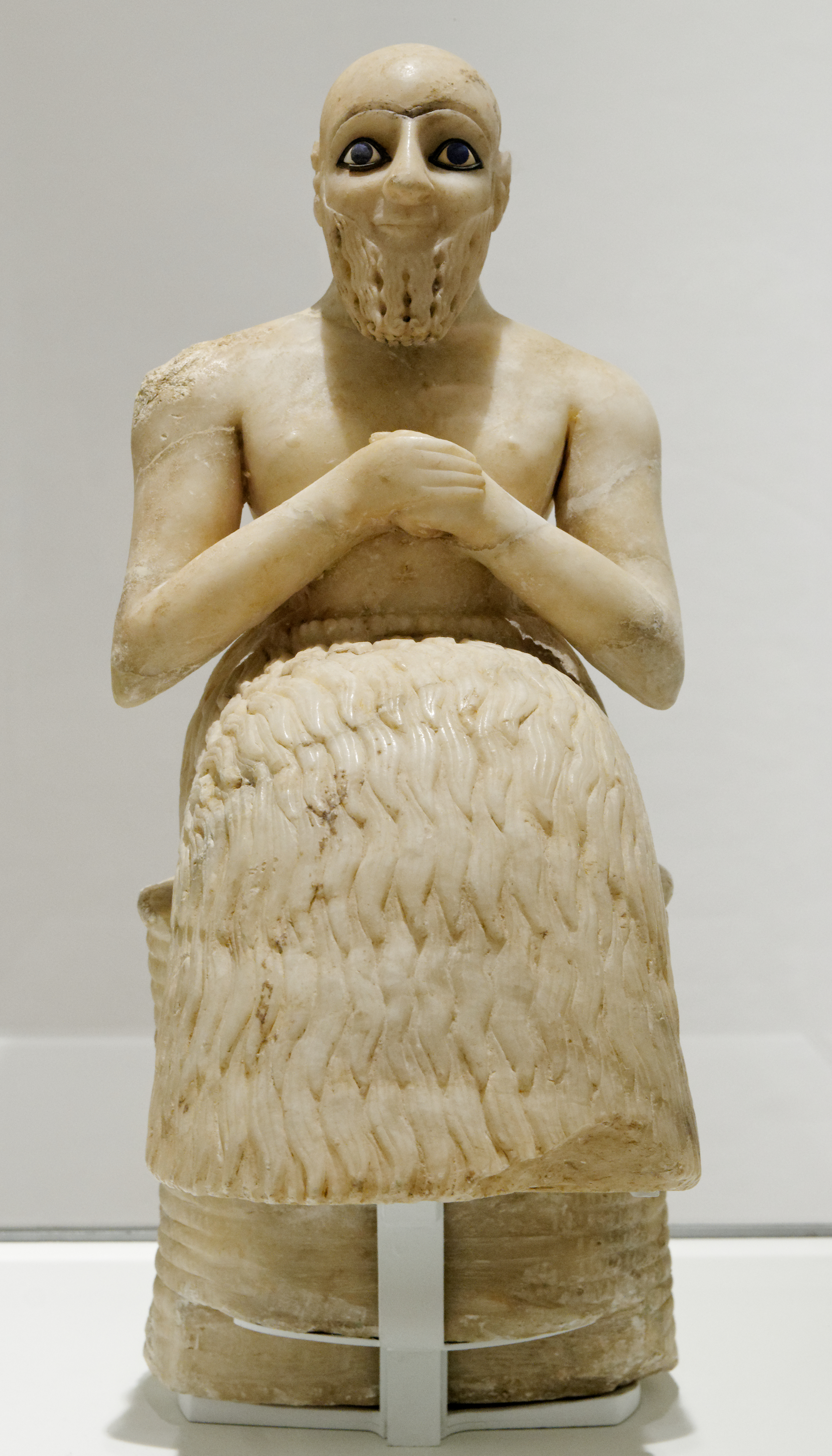
Cáunace sumerio vestido por Ebih-II en la Estatua del superintendente Ebih II. Período Dinástico Arcaico (2400 a. C.)

El cáunace  (en griego antiguo: καυνάκης o en griego antiguo: γαυνάκης; en acadio𒌆𒄖𒅘𒆪 TÚGGU-NAK-KU) o pérside  es un manto de lana asociado con la antigua Mesopotamia y Persia. Se tejía con un patrón de mechones que sugiere la superposición de pétalos o plumas, ya fuera cosiendo nudos en la prenda o tejiendo nudos en la tela.

## Antecedentes
El origen de este vestido se remonta a la civilización sumeria que existía antes del año 4000 a. C. El Período Dinástico Arcaico entre el 2700 y el 2350 a. C. estuvo marcado por la alta cultura. El vestido era una prenda unisex que llevaban tanto hombres como mujeres. La falda era de zalea  (vellón, cuero de oveja) y se llevaba con la piel volteada hacia dentro y con mechones ornamentados como una cresta dentada sobre la lana. Se usaba en forma de falda envolvente atada y llevada desde la cintura hasta las rodillas. Los sirvientes y soldados llevaban las prendas más cortas, mientras que las personas de alto rango llevaban las más largas, y la falda a menudo llegaba hasta debajo de los tobillos. La parte superior del cuerpo estaba cubierta con otro manto de zalea extendida por los hombros, o bien estaba desnuda. Fue alrededor del año 2500 a. C. cuando la prenda de cuero de oveja fue reemplazada por un tejido de lana tejida; sin embargo, la parte del mechón del vestido se continuó en forma de "«coser mechones en la prenda o tejer nudos en la tela»". En griego antiguo se llamó a este vestido kaunakes. Este tipo de vestido aparece en esculturas y mosaicos de esta época.

## Historia

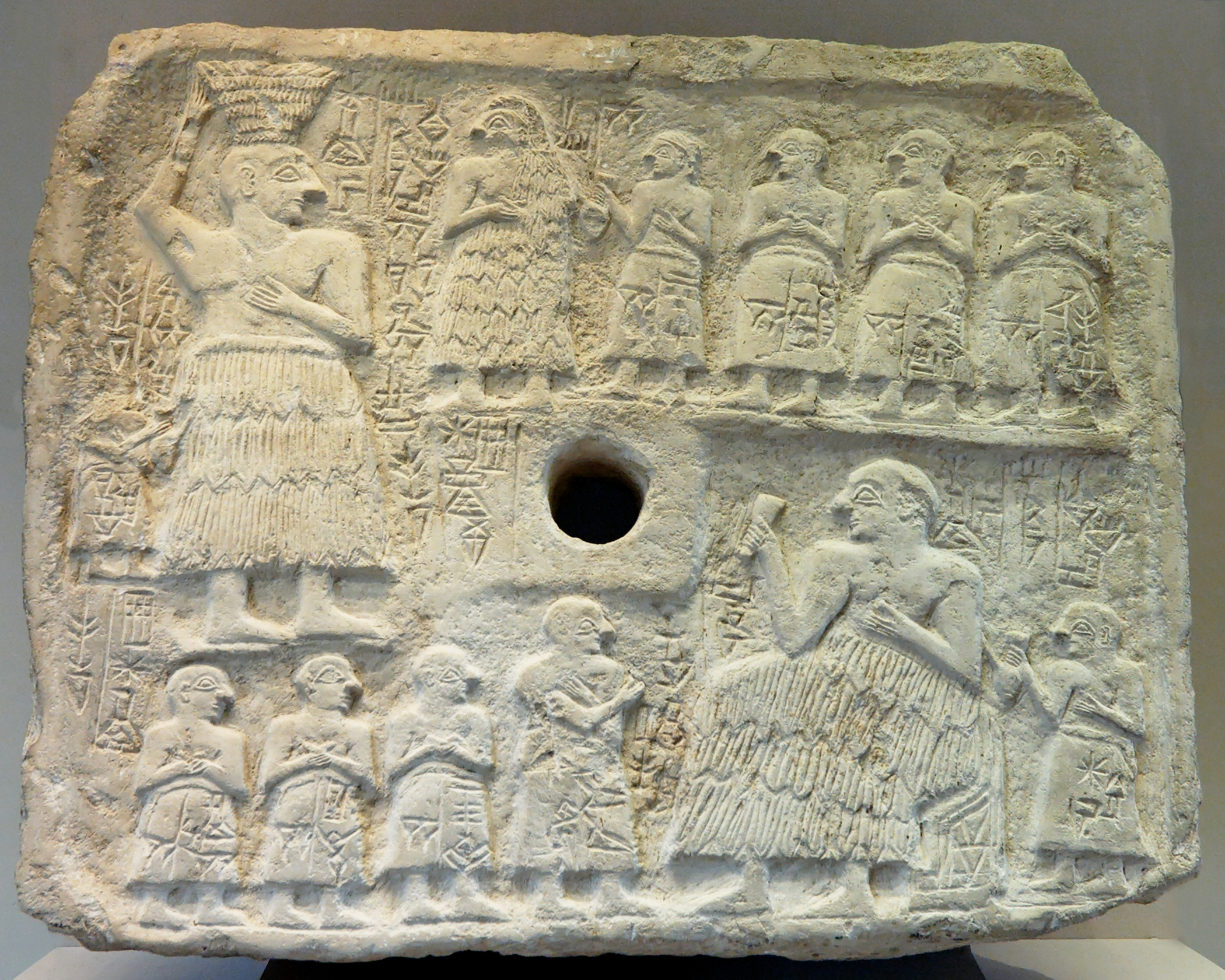
Relieve votivo de Ur-Nanshe, rey de Lagash, Período Dinástico Arcaico III (2550-2500 a. C..), con todas las figuras vestidas con cáunaces.

En una imagen sumeria datada entre el año 2900 y el 2600 a. C., el vestido se llevaba como una faja, que era una simple piel de vellón utilizada como un mantón para el cuerpo pero que conservaba la parte del faldón. En algunas imágenes el envolvente cubría el cuerpo cruzado sobre el hombro izquierdo. Tras el descubrimiento del tejido, se diseñaron cáunaces con mechones de lana cosidos en la tela para «simular la piel de lana rizada», un tejido rústico hecho de piel de oveja, camello o cabra fabricada en forma de chal o falda llamada «manta gruesa» que evolucionó para adaptarse a las severas condiciones climáticas del territorio del Imperio babilónico.
Se cree que los cáunaces, como vellón de moda, aunque no se mencionan antes del 300 a. C., podrían remontarse al 400-300 a. C. Durante el periodo griego de Aristófanes la prenda estaba hecha de pelo de cabra o lana al estilo de un pesado manto o capa. Al Egipto copto, y no a Mesopotamia, se le atribuye el diseño original del tapiz tejido con largos bucles o hilos de lana salientes. Su fabricación evolucionó hasta convertirse en cáunaces cuando el diseño del fleco tejido comenzó a reflejar el vellón y la piel originales y se le dio forma de manto. Se usaban durante el invierno como chal sobre los hombros, y durante el verano se adaptaban como falda. A lo largo de los siglos, muchos diseños evolucionaron con mangas, luego las variantes se hicieron con tela en lugar de vellón, y finalmente, evolucionó de nuevo a una esclavina sin mangas.

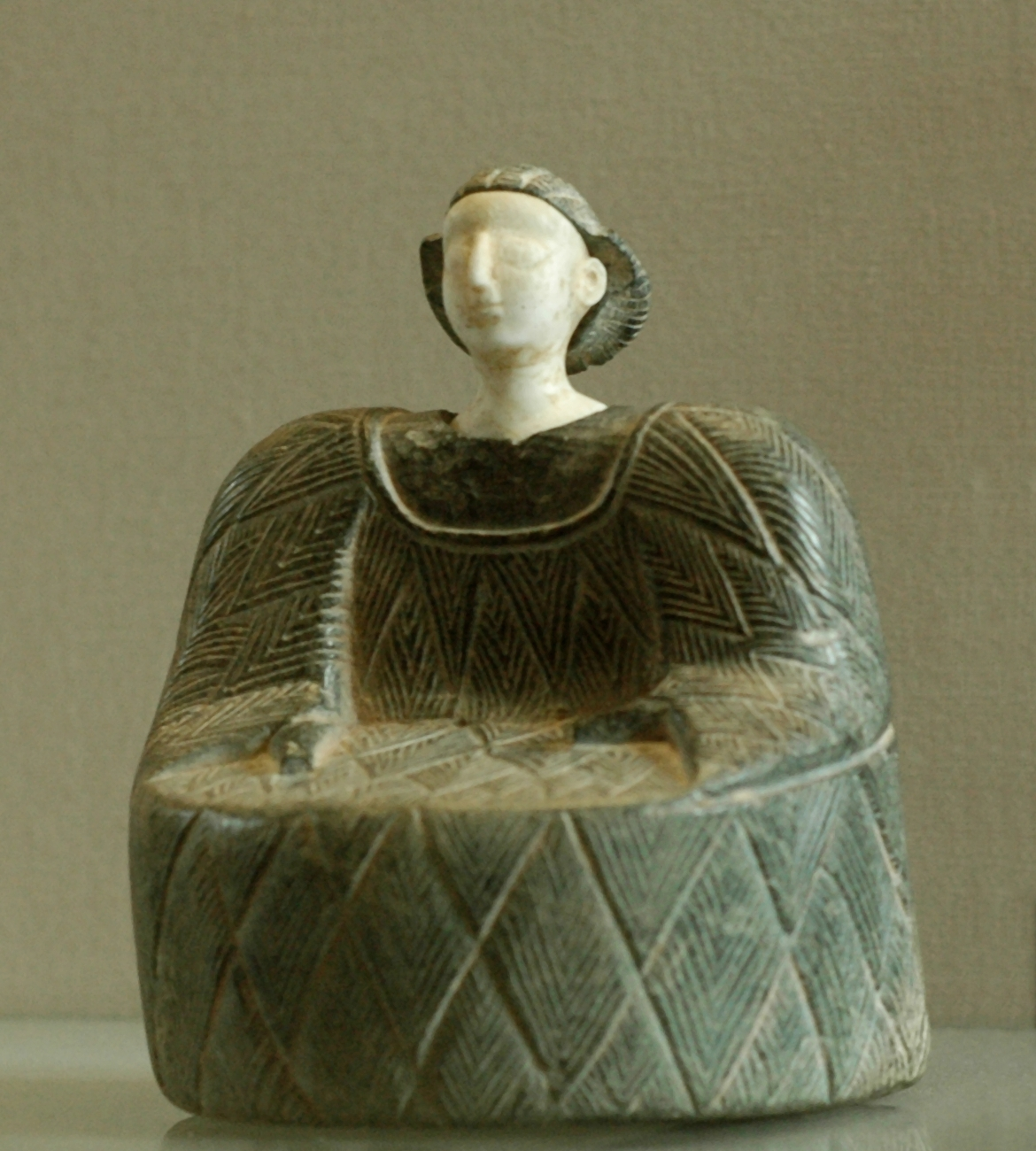
Cáunace de Bactria expuesto en el Museo del Louvre.

En Atenas, inicialmente se pensó que el vestido era de origen persa, pero más tarde llegó a ser identificado como una prenda babilónica, ya que coincidía con las prácticas textiles del noreste de Mesopotamia. Parte de la confusión surgió de la denominación de la prenda, porque la palabra raíz es lingüísticamente más cercana al iraní que al idioma babilonio. El vestido también fue utilizado por un actor de teatro en una escena dramática en Las avispas de Aristófanes en Atenas, ya que el diseño del vestido exótico se adaptaba al efecto dramático en vista de que era «visualmente distintivo», pesado y con pequeños mechones decorativos. Los atenienses creían que los cáunaces eran de origen persa y no de Babilonia, en el entendimiento de que el vestido era un artículo de exportación y que podía haber sido originado en Anatolia (Cilicia o Frigia), el Levante (Fenicia o Siria) o Mesopotamia (Babilonia), que formaban parte del Imperio aqueménida en el siglo V a. C.

## Finalidad

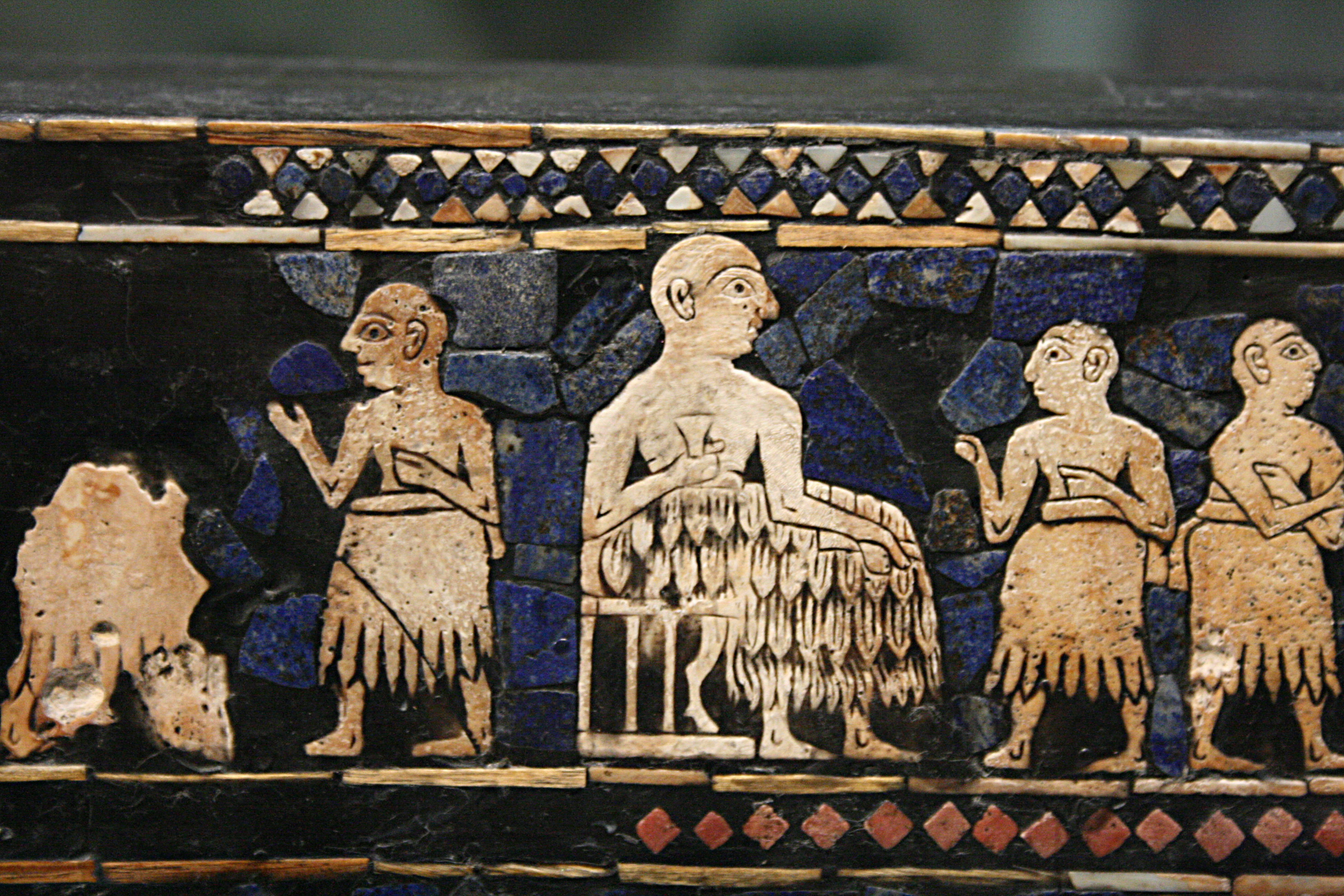
Detalle del estandarte de Ur con los soberanos que visten cáunaces y la gente común con ropas más simples.

Una imagen datada hacia el tercer milenio a. C. del templo de Ishtar en Mari, Tell Hariri, en Siria, muestra cáunaces envueltos en forma de manto alrededor de los hombros de una imagen de alabastro de una mujer en postura sentada; los cáunaces se deduce que están hechos de pelo de cabra o lana. Desde el año 2450 a. C. se trataba de un vestido de la realeza, tal como se ve en las figuras orantes de Mesopotamia. En esta, el vestido se formó con mechones lanosos colocados sucesivamente en líneas horizontales y suspendidos verticalmente. Fue diseñado generalmente como un vestido de mujer, adornando el brazo izquierdo y el hombro con el lado derecho exponiendo la piel y el pecho.
La falda con volantes era un privilegio de la nobleza y del ejército, mientras que se supone que la gente se vestía con la misma prenda sin adornos, hecha con cuero de oveja estrictamente esquilada o con un tejido básico sin rizos voluminosos. Un claro ejemplo del traje típico se puede ver en el Estandarte de Ur, datado hacia el año 2400 a. C., en el que se describen de forma exhaustiva los trajes populares de la sociedad sumeria, y en particular de campesinos, pescadores, músicos y soldados.
Probablemente era una prenda de vestir de carácter ritual. Las imágenes de estos tejidos sirvieron en la Edad Media europea para caracterizar a las personas de países lejanos, también como símbolos iconográficos, por ejemplo, para Juan el Bautista.